# Petljura-dagarna

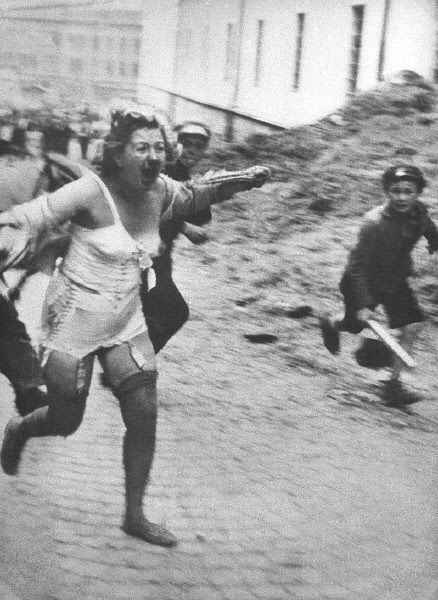
Fotografi taget under Lvovpogromerna i juli 1941.

Petljura-dagarna avser det de ukrainska nationalisterna kallar pogromerna mot judar i Lvov den 25–27 juli 1941, efter att staden hade intagits av tyskarna under Operation Barbarossa. Flera tusen judar dödades i denna pogrom. Namnet kommer av den år 1926 mördade nationalistledaren Symon Petljura som lett pogromer under självständighetskampen 1919.
Filip Friedman och Jakob Weiss, som överlevde Lvovpogromerna 1941, publicerade år 2010 boken The Lemberg Mosaic: Memoirs of Two who Survived the Destruction of Jewish Galicia. I boken framhåller författarna den Ukrainska upprorsarméns, polisens och allmänhetens aktiva roll i mördandet och förnedrandet av judarna i Lvov.